# The Magnificent Yankee
The Magnificent Yankee és una pel·lícula estatunidenca dirigida per John Sturges, estrenada el 1950.

## Argument[1]
Biografia d'Oliver Wendell Holmes Jr..
Abans d'estudiar dret, Holmes era un antic combatent de la guerra de Secessió. Es va fer advocat, professor de dret a Harvard, després jutge al Tribunal suprem de Massachusetts. És finalment designat pel Tribunal suprem dels Estats Units per Theodore Roosevelt el 1902 a l'edat de 62 anys.
Considerat com un teòric del dret, tema al qual ha consagrat diverses obres abans de ser jutge, sobretot The common law i The path of the law . Als seus llibres, aborda un enfocament escèptic enfront del dret i de les regles, criticant tant el formalisme jurídic com el jusnaturalisme: «L'evolució del dret no és fruit de la lògica sinó de l'experiència», el que els jutges fan, ni més ni menys, vet aquí el que anomeno dret». Es considera aquest títol com un precursor del realisme jurídic. En resum, Holmes reconeixia el poder creador de dret dels jutges per exigir millor la seva limitació: «Els jutges legislen, i ho han de fer, però només de manera intersticial (Southern Pacific Company v. Jensen, 1917). Aquesta filosofia escèptica es ressent en el seu enfocament del control de constitucionalitat: Holmes no accepta més que molt rarament invalidar una llei, excepte quan està en joc la llibertat d'expressió protegida per la Primera esmena. Perquè no hi ha una veritat absoluta, els jutges no s'han d'immisquir en tries de societats per a les quals els escollits del poble estan més ben qualificats; però per la mateixa raó tothom pot fer valer el seu punt de vista, la competició és «el millor test de la veritat». En aquest títol Holmes s'oposa a la majoria anti-New Deal del Tribunal de la seva època quan aquesta anul·la una a una les lleis sobre legislació social a favor dels obrers. Per exemple en el cas Lochner v. Nova York  (1905), el Tribunal invoca la «llibertat» dels cocontractants per invalidar la limitació a 60 hores del treball setmanal, que Holmes respon en la seva opinió dissident: «Les proposicions generals no decideixen cap assumpte concret». D'altra banda, Holmes critica el Tribunal per haver deixat passar el rebuig de naturalització d'estrangers sobre la base del seu pacifisme: «La llibertat de pensament no té com a raó de ser protegir els pensaments dels que estan d'acord amb nosaltres, sinó els pensaments que odiem» (United States v. Schwimmer, 1929). El 1927, s'uneix a altres set nous jutges, redacta l'opinió del Tribunal en el cas Buck v. Bell  on valida l'esterilització forçada dels malalts mentals amb un humor negre que es jutjaria avui fora de lloc: «Amb tres generacions d'estúpids n'hi ha prou». Malgrat aquesta taca, per la longevitat del seu mandat al Tribunal, per les seves opinions concises i lapidàries i els seus aforismes contundents, Oliver Wendell Holmes és un dels juristes americans més citats i admirats en la història als Estats Units.
El juny de 2012 el cap de justícia John Roberts, designat per George Bush, cita Holmes en la seva opinió que valida l'Obamacare: «No és el nostre treball prevenir el poble contra les conseqüències de les seves tries polítiques» davant dels quatre altres jutges conservadors que voten en dissidència.

## Repartiment
- Louis Calhern: Oliver Wendell Holmes Jr.
- Ann Harding: Fanny Bowditch Holmes
- Eduard Franz: Jutge Louis Brandeis
- Philip Ober: Owen Wister / Narrador
- Ian Wolfe: Adams
- Edith Evanson: Annie Gough, minyona de Holmes
- Richard Anderson: Reynolds, secretària
- Jimmy Lydon: Clinton, secretària

## Premis i nominacions

### Nominacions
- 1951: Oscar al millor actor per Louis Calhern
- 1951: Oscar al millor vestuari per Walter Plunkett
- 1951: Globus d'Or al millor actor dramàtic per Louis Calhern